# إلحانان تاننباوم
إلحانان تاننباوم (بالعبرية: אלחנן טננבוים) (12 أغسطس [آب] 1946 – 7 أكتوبر [تشرين الأول] 2024) كان عقيد احتياط في الجيش الإسرائيلي ورجل أعمال اختُطِف في عام 2000 من قبل قيس عبيد من حزب الله واحتجز لمدة أكثر من ثلاث سنوات من قبل حزب الله اللبناني.

## السيرة
ولد إلحانان تاننباوم في بولندا وهو ابن الناجين من المحرقة. قتل معظم أقاربه في المحرقة. في عام 1949 هاجر تاننباوم  ووالديه وشقيقته إلى إسرائيل وانتقل إلى حولون حيث نشأ تاننباوم ودرس في المدرسة الثانوية. كان أيضا نشطا في حركة الكشافة المحلية.
في سن 18 التحق تاننباوم في الجامعة العبرية في القدس ودراسة الاقتصاد والعلوم السياسية. بدأ خدمته العسكرية الإلزامية في الجيش الإسرائيلي خلال دراسته الأكاديمية وعمل في سلاح المدفعية بين عامي 1965 و1968. بعد تخرجه أكمل خدمته العسكرية النشطة كضابط. ثم درس إدارة الأعمال في جامعة تل أبيب. بعد تفريغه من الخدمة الفعلية عمل ضابطا احتياطيا في سلاح المدفعية التابع للجيش الإسرائيلي. شارك تاننباوم في حرب 1967 وحرب الاستنزاف وحرب أكتوبر. وصل في نهاية المطاف إلى رتبة العقيد في احتياطي سلاح المدفعية.
تزوج تاننباوم في عام 1971 وكان له ابن أوري وابنة كيرين. ثم طلق تاننباوم زوجته.

## القبض عليه
في عام 2000 كان تاننباوم الذي كان يعاني من ديون بسبب القمار والأعمال التجارية الفاشلة اقترب من صديق طفولته قيس عبيد وهو عربي-إسرائيلي كان يعمل لحساب حزب الله والذي كان قد سبق محاكمته من قبل محكمة عسكرية للجيش الإسرائيلي في قطاع غزة للقيام بعملية مخططة لاختطاف إسرائيلي في غزة واقتياده إلى لبنان عن طريق القوارب. كان عبيد جنبا إلى جنب مع كايد برو عميل حزب الله اللبناني السري يخطط لاختطاف تاننباوم في دبي وأخذه إلى لبنان لحزب الله لاستخدامه لمقايضة السجناء. عرض عبيد على تاننباوم جزءا من عملية مخدرات مزعومة مربحة. قال تاننباوم أنه سيتوجه إلى دبي وسيكون دوره هو استشارة عبيد حول كيفية تهريب المخدرات إلى إسرائيل.
في ديسمبر 2006 اعترف تاننباوم بأنه ذهب إلى دبي في عام 2000 لاستكمال صفقة مخدرات وقال أنه كان يتوقع أن يحقق 200,000 دولار (152,000 يورو) من خلال هذه الصفقة.
في ليلة 3 أكتوبر 2000 توجه تاننباوم إلى بروكسل حيث التقى عبيد وبيرو الذين أعطياه جواز سفر فنزويلي مزور. من هناك استقل رحلة إلى فرانكفورت واستقل رحلة طيران الخليج إلى دبي. التقى هناك من قبل رجل يحمل علامة باسمه الذي أخذه إلى ليموزين. ادعى تاننباوم أنه نقل بعد ذلك إلى حي غني في دبي حيث تعرض لهجوم من قبل شخصين أو ثلاثة ثم تم تغطية رأسه بعد تعرضه للضرب. ثم تم نقل تاننباوم إلى لبنان على متن طائرة خاصة.
أعلن زعيم حزب الله حسن نصر الله في 16 أكتوبر 2000 على قناة المنار: «لدينا عقيد إسرائيلي في أيدينا». كانت إسرائيل في البداية غير متأكدة من هذا الشخص حتى أكد نصر الله أنه كان تاننباوم بعد بضعة أيام. بحسب الصحفي الإسرائيلي رونين بيرغمان كان تاننباوم يشغل موقعا مهما في القيادة الشمالية للجيش الإسرائيلي ويضطلع ب 150 يوما من العمل الاحتياطي في السنة وكان محصورا للعديد من الأسرار العسكرية الهامة. كتب بيرغمان أنه قبل خمسة أيام فقط من اختطاف تانينباوم كان في الخدمة الاحتياطية في مخفر القيادة الشمالية في صفد يشرف على عملية حساسة: محاكاة لحرب واسعة النطاق مع حزب الله وسوريا. بسبب احتمالية عرض تاننباوم تفاصيل خطط الحرب الإسرائيلية لحزب الله لذلك قررت إسرائيل محاولة إعادته بأسرع وقت ممكن.
بعد عملية الاختطاف انتقل قيس عبيد إلى لبنان لتجنب الملاحقة القضائية في إسرائيل وتم اعتباره هارب ومطلوب من قبل الحكومة الإسرائيلية.

## تبادل الأسرى
أطلق سراح تاننباوم في يناير 2004 كجزء من مبادلة السجناء مع حزب الله. أسفرت المبادلة التي أجرتها ألمانيا عن تبادل 435 سجينا تحتجزهم إسرائيل مقابل إطلاق سراح تاننبوم وعودة جثث ثلاثة جنود قتلوا خلال كمين على الحدود الإسرائيلية اللبنانية. كان من بين 435 شخصا أطلق سراحهم مصطفى الديراني وعبد الكريم عبيد. اختطف هذان الشخصان في عامي 1994 و1989 على التوالي لاستخدامهما كشرائح مساومة في محاولة لضمان الإفراج عن الأسير الأشهر رون أراد. الخوف من إطلاق سراح هؤلاء الرجال سوف ينهي أي أمل في العثور على أراد حيث حاولت عائلته اتخاذ إجراءات قانونية لمنع الإفراج عنهم. لم يأت شيء من هذا الجهد.
في حين أن الحملة ضد صفقة شاليط المقترحة من قبل رئيس الموساد مئير داغان في عام 2011 ادعت أن 231 إسرائيليا قتلوا على أيدي إرهابيين أطلق سراحهم في صفقة تبادل تانينباوم.

## لاحقا
بعد إطلاق سراحه ووصوله إلى إسرائيل ألقي القبض على تاننباوم بسبب أعماله غير القانونية التي أدت إلى القبض عليه. وافق على صفقة اعتراف واعترف بأسباب سفره إلى دبي ووصف تفاصيل القبض عليه. في المقابل لم توجه إليه تهمة ارتكاب أي جريمة ولم يسجن أبدا.
ظل تاننباوم يعاني من ديون كبيرة بسبب معاملاته السابقة بسبب دفعه إلى مؤسسة التأمين الوطني وديون الرهن العقاري والتعويض عن الشيكات السيئة فضلا عن الديون الأخرى إلى جانب النفقة الشهرية لزوجته السابقة. في عام 2005 ألقي القبض عليه واحتجز لمدة 10 أيام بعد عدم دفع النفقة. قال للمحكمة أنه في ذلك الوقت لم يكن لديه مصدر للدخل وكان يعيش في منزل شقيقته. في أكتوبر 2006 بدأ دراسة القانون وفي عام 2008 كان يعمل كسائق سيارة أجرة. في عام 2010 ألقي القبض عليه بسبب عدم سداد ديون بلغ مجموعها حوالي 2 مليون شيكل (550 ألف دولار أمريكي). أثناء وجوده في المحكمة ادعى أنه أكمل مؤخرا دراساته القانونية وكان على وشك البدء في التدريب.